# Listă de pictori albanezi
Aceasta este o listă de pictori albanezi.
- Bashkim Ahmeti
- Aleksi Andrea (1425–1505)
- Hamdi Bardhi
- Demir Behluli
- Vladimir Bizhga
- Lumturi Blloshmi
- Sytki Brahimi
- Abdurrahim Buza (1905–1987)
- Sotir Capo
- Liljana Cefa
- Lin Delija
- Robert Aliaj Dragot
- Zaim Elezi
- Shefqet A. Emini
- Bedri Emra
- Besnik Erebara
- Jakup Ferri
- Rexhep Ferri
- Veli Gërvalla
- Spiro Golgota
- Kamuran Goranci
- Fatmir Haxhiu (1917–2001)
- Shaban Hysa
- Kolë Idromeno (1860–1939)
- Agim Kadillari
- Adem Kastrati (1933-2000)
- Kel Kodheli
- Ibrahim Kodra (1918–2006)
- Zef Kolombi
- Anastas Kostandini
- Faik Krasniqi
- Ismail Lulani
- Ormira Lulani
- Guri Madhi
- Idro Meno
- Toni Milaqi (1974–)
- Arben Morina (1956–)
- Muslim Mulliqi
- Aziz Nimani (1936–2005)
- Fadil Pëllumbi
- Robert Përmeti
- Pashk Përvathi
- Gavri Priftuli
- Gavril Priftuli
- Edi Rama (1964–)
- Shyqyri Sako
- Çatin Saraçi (1899–1974)
- Zef Shoshi (1860–1939)
- Artur Tashko
- Albana Temali
- Esat Valla
- Vangjo Vasili
- Maks Velo
- Ilia Xhokaxhi (1948–2007)
- Agim Zajmi
- Nexhmedin Zajmi
- Androniqi Vangjeli Zengo